# Federale Overheidsdienst Justitie
De Federale Overheidsdienst Justitie (Frans: Service Public Fédéral Justice, Duits: Föderaler Öffentlicher Dienst Justiz), het voormalige Belgische Ministerie van Justitie, is de Belgische federale dienst die zich bezighoudt met de rechtsorde in alle stadia. Dit omvat onder meer wetgeving, preventie, handhaving, strafuitvoering en slachtofferzorg.

## Geschiedenis
Bij de oprichting van België in 1830 was het 'Ministerie van Justitie' een van de vijf ministeries. De eerste minister van het departement was Alexandre Gendebien. Begin 2002 is het ministerie bij de Copernicushervorming omgevormd tot een federale overheidsdienst.

## Organisatie
In totaal werken er 24.457 mensen voor de FOD Justitie.
Sinds 15 maart 2013 is Jean-Paul Janssens de voorzitter van het directiecomité, hij volgde in die functie Alain Bourlet op.
De FOD bestaat uit de volgende diensten:
- Stafdiensten
  - Personeel en Organisatie
  - Budget, Beheerscontrole en Logistiek
  - Informatie- en Communicatietechnologie
- Directoraten-generaal
  - Wetgeving, Fundamentele Rechten en Vrijheden
  - Rechterlijke Organisatie
  - Penitentiaire Inrichtingen
- Belgisch Staatsblad
- Onafhankelijke diensten en commissies
  - Commissie voor Financiële Hulp aan Slachtoffers van Opzettelijke Gewelddaden en aan de Occasionele Redders
  - Kansspelcommissie
  - Informatie- en Adviescentrum inzake Schadelijke Sektarische Organisaties (IACSSO)
  - Veiligheid van de Staat
  - Nationaal Instituut voor Criminalistiek en Criminologie (NICC)

Er was ook een directoraat-generaal Justitiehuizen tot deze in 2014-2015 overgedragen werden naar de gemeenschappen.

### Digitalisering
De digitalisering van het departement werd in 2001 ingezet met de 'Operatie Phenix', een contract van toenmalig minister Marc Verwilghen met het IT-bedrijf Unisys. Bij vonnis van 21 april 2020 werd de – mislukte – uitvoering van het contract stopgezet, met een kostprijs van 28 miljoen euro.

## Bevoegdheden van de gemeenschappen
In het kader van het Vlinderakkoord werden enkele bevoegdheden vanaf 2014 overgedragen aan de gemeenschappen. Het betrof de justitiehuizen, het jeugdsanctierecht, en het positief injunctierecht. 